# Skulptura crnog Nazarećanina
Skulptura crnog Nazarećanina (špa.: "Nuestro Padre Jesús Nazareno", tagaloški: Poong Itim na Nazareno, eng. Black Nazarene) - drveni kip, koji predstavlja Isusa u prirodnoj veličini, kako nosi križ na Kalvariji. Čuva se u Bazilici crnog Nazarećanina u Manili na Filipinima.
Skulptura je crna, a izvorno je bila bijela. Prema priči, skulptura je pocrnjela od vatre na galiji, koju je zahvatio požar 1607. godine, na putu iz meksičkog grada Acapulca do filipinske Manile. Skulpturu Isusa izradio je nepoznati Meksikanac iz Acapulca.
Izvorno su bile dvije jednake skulpture. Jedna je stradala u bombardiranju 1945. godine. Sačuvana skulptura preživjela je požare 1791. i 1929., velike potrese 1645. i 1863. te Drugi svjetski rat.
Filipinci smatraju, da skulptura crnog Nazarećanina ima čudesne moći te je nastoje dodirnuti u procesijama, koje se događaju 9. siječnja, na Veliki petak i Novu godinu.
Papa Inocent X. dozvolio je čašćenje crnog Nazarećanina 1650. godine. Papa Pio VII. dao je svoj apostolski blagoslov 1880. godine i plenarni oprost, za one koji pobožno mole uz ovu skulpturu.
Filipinci izvan Filipina također održavaju procesije s kopijama skulpture crnog Nazarećanina, jer je to važan dio filipinske tradicije.
Na tradicionalnoj vjerničkoj proslavi na blagdan Crnog Nazarećanina (crnog Isusa) 9. siječnja 2018. godine okupilo se 18 milijuna vjernika.

## Galerija
- Skulptura unutar Bazilike crnog Nazarećanina u Manili.
- Procesija s kipom crnog Nazarećanina